# Barriera mucosa gastrica

Barriera mucosa gastrica

La barriera mucosa gastrica consiste in uno strato mucoso di circa 0,2 mm che ricopre la tonaca mucosa dello stomaco; lo scopo di questa barriera è proteggere l'epitelio gastrico dall'azione lesiva dell'HCl prodotto dalle cellule parietali dello stomaco.
Essa deriva dalla produzione da parte delle cellule superficiali gastriche di goccioline di mucoproteine ad alto peso molecolare (quindi molto viscose) e dalla produzione di bicarbonato.

## Caratteristiche
Le mucoproteine formano un vero e proprio gel di rivestimento che ricopre la superficie apicale delle cellule gastriche: esso è praticamente impermeabile agli enzimi proteolitici ed ha una scarsa permeabilità all'acqua. 
Di conseguenza se nel lume gastrico il pH è 2, all'interno del gel vicino alla superficie apicale delle cellule il pH è intorno a 7, cioè praticamente fisiologico.
Ciò non impedisce che ci sia una certa azione litica da parte dei succhi gastrici sull'epitelio gastrico stesso e questo porta ad una altissima velocità di turn-over, di ricambio nell'epitelio gastrico: si calcola che nel giro di 36-48 ore l'intero epitelio gastrico venga rinnovato. 
Questo causa dei forti problemi nel caso di terapia a farmaci anti-mitotici, perché in questo caso il rinnovamento delle cellule gastriche è compromesso e si possono sviluppare gastriti. Si è inoltre notato che l'azione protettiva di entrambi i fattori (muco e bicarbonato) è ben superiore alla mera somma dei singoli componenti, nel caso agissero singolarmente.

## Fattori lesivi
I fattori lesivi possono essere endogeni o esogeni.
I fattori endogeni sono il reflusso gastro-duodenale e lo stress.
- Il reflusso gastro-duodenale è causato da una disfunzione del piloro: nel succo duodenale si riversano vari secreti, ad es. la bile, ma gli acidi biliari hanno un'azione tossica a livello della barriera mucosa gastrica, quindi si può sviluppare una gastrite da reflusso.
- Lo stress fisico e psichico può portare all'attivazione dell'asse ipotalamo-ipofisi-surrene e all'attivazione ortosimpatica massiva (inclusa l'attivazione della midollare del surrene), quindi al rilascio di ormoni cortico-surrenali (es. cortisolo) e di mediatori come adrenalina e noradrenalina, che possono diminuire la produzione di barriera mucosa gastrica legandosi ai recettori α-adrenergici, causando ulcere da stress che possono essere acute (nel casi di stress intensi) o portare ad una situazione cronica di gastrite ulcerosa.

I fattori esogeni sono i farmaci anti-infiammatori non steroidei, l'alcol etilico e l'Helicobacter pylori.
- I farmaci anti-infiammatori non steroidei (di cui il capostipite è l'acido acetilsalicilico) hanno un potente effetto gastro-lesivo, che però è molto variabile a seconda della sensibilità individuale; in genere questo effetto è dovuto al fatto che il farmaco determina una diminuita produzione di mucoproteine. Anche in questo caso si può arrivare allo sviluppo di ulcere.
- L'assunzione di alte dosi alcol etilico è dannosa perché l'alcol, per un meccanismo di tipo fisico, determina una disidratazione della mucosa gastrica e quindi un suo distacco dalla superficie epiteliale: l'epitelio così non è più protetto e può quindi andare incontro a gastrite o ulcere.
- L'Helicobacter pylori è un batterio flagellato che crea nicchie nella barriera gastrica combattendone l'acidità, danneggiandola e predisponendo il paziente al carcinoma gastrico.